# Ghost in the Shell 2 - Innocence
Ghost in the Shell 2 - Innocence (イノセンス?, Inosensu) è un film d'animazione del 2004 diretto da  Mamoru Oshii.
La pellicola è il sequel non canonico di Ghost in the Shell (1995), è stato sceneggiato dallo stesso regista  Oshii ed è, nonostante le modifiche apportate, basato sul sesto capitolo del manga originale di Masamune Shirow, intitolato Robot Rondo.
Distribuito nelle sale cinematografiche giapponesi il 6 marzo 2004 e costato circa 20 milioni di dollari, il film è stato prodotto da Production I.G, azienda già autrice del film precedente e della serie TV Ghost in the Shell: Stand Alone Complex, e coprodotto dallo Studio Ghibli.
Il film ha fatto parte della selezione ufficiale del Festival di Cannes 2004 risultando il sesto film d'animazione nella storia del festival a essere in concorso.
Il 4 agosto 2006, distribuito da Eagle Pictures, è approdato nelle sale cinematografiche italiane con il titolo Ghost in the Shell - L'attacco dei cyborg. L'edizione DVD è uscita nel dicembre dello stesso anno. La Dynit ha distribuito il film nel 2012 con un titolo più fedele all'originale, Ghost in the Shell 2 - Innocence.

## Trama
2032: le città sono ormai abitate da sempre meno esponenti della razza umana "pura" in favore di androidi meccanici e di cyborg, come Batou, dotati di "ghost" ma vulnerabili all'hacking del loro cervello meccanizzato.
Il film presenta numerosi personaggi già apparsi nel prequel: Batou (nel ruolo del protagonista), Togusa (il membro più umano della squadra), Daisuke Aramaki e Ishikawa. Batou era solito al lavoro di coppia con il maggiore Motoko Kusanagi, data per dispersa già al termine del primo film. Il suo nuovo compagno è ora la recluta Togusa che afferma di non aver mai chiesto volontariamente il posto del maggiore ben sapendo di non essere in grado di sostituirla, sia come efficienza pratica sia come intelligenza.
I membri dell'organizzazione governativa "Sezione 9" stanno indagando su un'azienda operante nella produzione di cyborg, la Locus Solus (dal romanzo omonimo dello scrittore francese Raymond Roussel), i cui ginoidi, androidi dalla forma di giovane donna utilizzati come strumento sessuale, hanno ucciso otto persone e si sono manomessi volontariamente la memoria. I ginoidi possedevano un'anima, fattore che li rendeva più appetibili ai clienti, creata attraverso un'illegale macchina che, partendo da un'anima originale, eliminava quest'ultima per produrne in serie numerose copie. Al fine di raggiungere questo scopo, la yakuza rapiva giovani ragazze innocenti e le vendeva alla Locus Solus che avrebbe poi rubato loro l'anima. Un ispettore delle spedizioni, Volkerson, causa però il malfunzionamento negli androidi, rendendo quindi pubblica la loro condizione.
Il corpo di Batou è completamente artificiale. Come già anticipato dal trailer, "dietro al cranio di titanio le uniche componenti umane rimaste sono tracce del suo cervello e i ricordi di una donna chiamata Motoko Kusanagi". Il maggiore Kusanagi, protagonista di Ghost in the Shell, è data per dispersa ma il personale del governo la sta ancora cercando per recuperare e distruggere le informazioni che possiede riguardo al Progetto 2501. Nel film, Batou spiega a Togusa come il maggiore sia scomparso proprio per sfuggire agli uomini del governo, interessati solo alla sua memoria e non a lei come persona.
Nel climax del film, quando Batou è circondato dalle guardie della Locus Solus e dai ginoidi che si uccidono a vicenda, Kusanagi e Batou si ritrovano grazie alla capacità del maggiore di scaricare una parte della propria coscienza nel cervello di un ginoide. Alla fine Kusanagi farà ritorno nella "vasta e immensa rete".

## Citazioni
Le anatomie delle ginoidi sono un evidente richiamo alla Puppe, una sorta di bambola a grandezza naturale scomponibile in ogni sua parte, creata negli anni trenta dallo scultore tedesco Hans Bellmer. Il film presenta numerosi riferimenti culturali, rivolti verso il poema Paradiso perduto di John Milton, Eva futura di Auguste de Villiers de L'Isle-Adam, Locus Solus di Raymond Roussel, e il pensiero femminista della teoria cyborg di Donna Haraway.

## Music Video Anthology
Pubblicata in Giappone e negli USA da Bandai e sul suolo italiano dalla francese Beez Entertainment, Ghost in the Shell 2: Innocence - Music Video Anthology è composto da un cofanetto contenente un DVD e un CD. Nel primo è possibile trovare una raccolta di video musicali che sposano le immagini del film con i brani tratti dal lungometraggio e, in più, un'intervista video a Kenji Kawai. Nel CD vi è la colonna sonora integrale ascoltabile tramite un normale lettore CD audio.

## Edizione italiana
L'edizione italiana, è stata curata dalla Sefit-CDC, con i dialoghi di Rossella Acerbo e la direzione del doppiaggio di Alessandro Rossi.